# بزرگراه اختصاصی
بزرگراه اختصاصی یا بزرگراه خصوصی یا جاده اختصاصی به بزرگراهی گفته می‌شود که مالکیت یا بهره‌برداری از آن در اختیار بخش خصوصی است. بیشتر جاده‌ها و بزرگراه‌ها توسط دولتهای محلی و مرکزی ساخته می‌شوند و بنابراین اصطلاح بزرگراه یا جاده اختصاصی می‌تواند نشان دهنده مالکیت یا حق بهره‌برداری از یک راه توسط بخش خصوصی و با اهداف انتفاعی باشد. این نوع بزرگراه‌ها در آسیا و اروپا رواج بیشتری دارند. معمولاً بزرگراه‌های خصوصی توسط شرکت‌های خصوصی ساخته می‌شوند و در عوض، این شرکت‌ها با دریافت عوارض جاده ای اصل سرمایه و سود دریافت می‌کنند. ممکن است بزرگراه اختصاصی توسط دولت ساخته شود اما بهره‌برداری از آن به صورت کنترات به شرکت‌های خصوصی سپرده شود.